# Capraia e Limite
Capraia e Limite är en kommun i storstadsregionen Florens, innan den 31 december 2014 provinsen Florens, i regionen Toscana i Italien. Kommunen hade 7 829 invånare (2018).